# Marga Pettersson
Marga Pettersson, född Margareta Elisabeth Pettersson 29 juni 1952 i Valbo, är en svensk skådespelare och före detta dansare.
Pettersson studerade vid Scenskolan i Stockholm och gjorde sin praktik på Stockholms Stadsteater i Dr Semmelweis, regi Kåre Santesson, på Stockholms Stadsteater 1978.

## Filmografi
- 1978 - Picassos äventyr
- 1981 – Olsson per sekund eller Det finns ingen anledning till oro
- 1982 - Den enfaldige mördaren
- 1982 - Ingenjör Andrées luftfärd
- 2000 – Naken
- 2005 - Lasermannen
- 2010 - Vindsmekaren (kortfilm)

## Teater
- 1979 - En natt i februari, av Staffan Göthe, regi Leif Nilsson, Unga Riks.
- 1980 - Harpos mor i Alice, av ensemblen, regi Erik Appelgren, Pistolteatern.
- 1980 - Tompa i Ön, regi Erik Appelgren, Pistolteatern.
- 1986 - Alice i Billy Lier, regi B Samuelsson och Rickard Bergqvist, Skottes musikteater.
- 1987 - Jenny i Hemmet, regi Hans Polster, Västerbottensteatern.
- 1988 - Brita i Hinken, R Jansson och S Ljunggren, regi Rutger Nilsson, Västerbottensteatern.
- 1989 - Rosetta i Ingenting går upp mot mammas gräs, Dario Fo, regi R. Brezina, Teatergruppen Småfolket.
- 1997 - Mrs Kendal i Elefantmannen, regi Jurij Lederman/Björn Melander, Teater Studio Lederman.
- 1998 - Modern i Leka med elden och domaren i Bandet, regi Anders Johannisson (inhopp). Strindbergsfestivalen.
- 1998 - Författaren/Marga i A moving sea of women, regi/bearbetning Björn Melander.
- 1999 - Frihetsgestalt i Sista paret ut, koreografi A. Johansson, EKO dansteater, text/dikt Göran Sonnevi, Ingrid Sjöstrand och Elsa Grave.
- 1999 - Modern i Vänstra kinden, regi/text Beryl Kornhill, Teater Peró.
- 2002 - Stage Reading i USA - turné med en staged reading på A Moving Sea of Women i samma roll som ovan till San Francisco, Los Angeles och New York
- 2004 - Lisa i 2.5 minuts resa, av Lisa Kron, regi Vesna Stanisic/Dan Wilson. Premiär på Caféteatern, Södra teatern.
- 2007 - Ett antal roller i ett projekt hos Försvarsmakten i Skövde/Motala – 05/Nordnorge -06/Skåne.
- 2008 - Annika i Annika Östberg, fånge W 189 68 Deasy, av Marga Pettersson, regi Björn Melander/Jan Öqvist. Premiär på Scenen Pipersgatan.
- 2010 - Ruby i Rubys minnen av Bessie Smith, av Marga Pettersson, regi Jan Öqvist. Premiär på Scenen Pipersgatan.

## TV/Film
- 1971 - Dansaduns, programmakare och aktör, SVT, barnprogramserie à 5x25 min.
- 1972 - Den naiva i Taxinge-Näsby Station, koreograf Donya Feuer, SVT.
- 1972 - Mannen som slutade röka, regi Tage Danielsson, dansare, statist.
- 1973 - Lisen i På vår gård, manus R. Lagercrantz, regi Peter Hüttner, SVT, skådespelare, dansare och koreograf.
- 1978 - En niece i Räkan från Maxim, regi Hans Alfredson, SVT.
- 1980 - Badflicka i Den enfaldige mördaren, regi Hans Alfredson.
- 2000 - Medverkat i flera kortdokumentärer i Åtelserien av filmaren Håkan Alexandersson, till exempel Vera i Vera och Nermannen, Göteborgs filmfestival.
- 2005 - Banktjänsteman Dahlman i Lasermannen, regi Mikael Marcimain. SVT och film.
- 2011 - Rosa i Vindsmekaren, regi Natalia Martinsson.
- 2020 – Amningsrummet (TV-serie)

## Radioteater
- 1998 - Radio:	Marga i Ett gungande hav av kvinnor, regi/bearbetning Björn Melander. SR.

## Drama/författare
- 2002 - Ett gungande hav av kvinnor, en dramadokumentär baserad på en brevväxling mellan Annika Östberg, fånge 189 68 och Marga Petterson. Dramatisering av Marga Pettersson. Engelsk version: A Moving Sea of Women.
- 2008 - Monologversion: Annika Östberg, fånge W 189 68 Deasy.
- 2010 - Empress of the Blues - Rubys Minnen av Bessie Smith, baserad på bandade intervjuer med Ruby Walker, niece till Bessie Smith, av Chris Albertson, författare till biografin Bessie.
- 2011 - Vilhelm Moberg och äventyret, av Brita von Horn. Dramatisering Marga Pettersson. I rollen som Brita Marga Petterson.